# Islas Salomón en los Juegos Paralímpicos de París 2024
Las Islas Salomón estuvieron representadas en los Juegos Paralímpicos de París 2024 por cuatro deportistas, tres hombres y una mujer. El equipo paralímpico salomonense no obtuvo ninguna medalla en estos Juegos.